# ألكسندر تيخونوف (لاعب كرة قدم)
ألكسندر تيخونوف (بالروسية: Тихонов, Александр Николаевич)‏ هو لاعب كرة قدم روسي في مركز الهجوم، ولد في 21 نوفمبر 1963. لعب مع نادي روستوف أون دون ونادي روستوف.